# Протесты в Грузии против закона об «иноагентах» (2024)
Протесты в Грузии (2024) — серия уличных демонстраций, проходящих по всей Грузии вследствие поддержки парламентом нового «Закона о прозрачности иностранного влияния», который требует от НПО регистрации в качестве «агентов иностранного влияния», если их иностранное финансирование составляет более 20 % от их общего дохода. В Тбилиси полиция использовала водомёты и слезоточивый газ для разгона протестов.

## Предыстория
Власти Грузии
С 2012 года у власти в Грузии партия «Грузинская мечта», которая сменила грузинское руководство во главе с Михаилом Саакашвили. Журналисты отмечали, что хотя «Грузинская мечта» начинала как левое прозападное движение, однако к 2024 году она превратилась в консервативную популистскую политическую силу, курс которой зачастую сравнивали с политикой венгерского премьер-министра Виктора Орбана. После победы на парламентских выборах «Грузинская мечта» стала все чаще прибегать к пророссийской риторике.
Основатель партии «Грузинская мечта» Бидзина Иванишвили — миллиардер, заработавший свое состояние в России. Хотя Иванишвили длительное время не занимал никаких государственных должностей, грузинская оппозиция называла именно его настоящим правителем Грузии.
Законопроект об иностранных агентах
Законопроект об иностранных агентах был впервые внесен в грузинский парламент в начале 2023 года, однако в марте того же года был отозван из-за массовых протестов.
В декабре 2023 года Грузия получила статус страны-кандидата на вступление в ЕС. Однако для дальнейших переговоров с ЕС грузинские власти должны были реализовать политику «девяти шагов», направленную на либерализацию законодательства Грузии в разных сферах. При этом представители ЕС неоднократно предупреждали власти Грузии, что принятие закона об «иноагентах» затруднит переговоры о вступлении страны в Европейский Союз.
Весной 2024 года правящая партия «Грузинская мечта» вновь вносит в парламент закон об «иноагентах». Журналисты отмечали, что этим грузинская власть могла развернуть на 180 градусов внешнюю политику государства, которая официально нацелена на вступление в ЕС, накануне парламентских выборов, запланированных на осень 2024 года.
В грузинской оппозиции заявляли о том, что этот законопроект аналогичен российскому законодательству об иноагентах, поэтому критики называли его «русским законом».

## Хроника протестов

### Апрель
В парламенте Грузии началось рассмотрение законопроекта об «иноагентах». На первом же заседании случилась потасовка: во время выступления лидера парламентского большинства Мамуки Мдинарадзе на него напал лидер оппозиционной партии «Граждане» Алеко Элисашвили.
В этот же день тысячи человек вышли на площадь с флагами Грузии и Евросоюза, а также плакатами против принятия закона об «иноагентах». Люди также держали плакаты с надписями «Мы выбираем Европу, а не Россию», флаги Грузии и Евросоюза, а также кричали: «Нет российскому закону».
Вскоре на проспекте Руставели начались задержания. МВД Грузии сообщило, что задержаны 14 человек. Кроме того, один сотрудник полиции пострадал в результате действий протестующих, заявили в ведомстве.
16 и 17 апреля тысячи протестующих снова вышли на улицы. Тем не менее, 17 апреля парламент Грузии одобрил законопроект об «иноагентах» в первом чтении, второе чтение отложили на 29 апреля, а третье — на 17 мая. За принятие документа проголосовали 83 депутата, против — ни одного.
18 апреля в третий день акций протеста собралось ещё больше человек, чем в предыдущие дни. «Да — Европе! Нет — российскому закону!» — этот лозунг стал главным на протестах в Грузии против законопроекта «О прозрачности иностранного влияния», который, по мнению оппозиции, повторяет российское законодательство об «иностранных агентах». В Тбилиси протестующие против закона об «иноагентах» вступили в столкновения с полицией. Были задержаны два человека
20 апреля в Тбилиси прошел женский марш, в котором приняли участие сотни женщин. Президент Грузии Саломе Зурабишвили заявила, что наложит вето на закон, если он будет принят, однако парламент сможет его преодолеть, собрав простое квалифицированное большинство голосов.
21 апреля в Тбилиси вновь собрались граждане, вновь перекрыв проспект Руставели. Многие демонстранты пришли со своими семьями.
22 апреля правящая партия «Грузинская мечта» объявила о проведении митинга в поддержку законопроекта, который состоится 29 апреля.
23 апреля в Европарламенте состоялись дебаты по предложенному законопроекту в Грузии. Депутат Европарламента Мириам Лексман заявила, что законопроект подорвет «работу гражданского общества и независимых СМИ», призвав Европейский совет ввести санкции против лидера правящей партии Бидзины Иванишвили. Она заявила, что Европейский союз должен «заморозить начало любых переговоров о вступлении с Грузией».
24 апреля в парламенте Грузии состоялись дебаты по законопроекту, в ходе которых различные депутаты от «Грузинской партии» заявили, что непринятие законопроекта разрушит грузинскую идентичность и государственность, а оппозиция назвала его русофильским заговором Бидзины Иванишвили.
25 апреля в ответ на резолюцию ЕС, осуждающую законопроект об иностранных агентах, заявив, что если он будет принят, то Грузия лишится права на членство в ЕС, спикер парламента от «Грузинской партии» Шалва Папуашвили назвал резолюцию «клочком бумаги», который «не имеет никакой ценности для нашей страны».
26 апреля депутат Телавского городского совета от Леван Бердзенашвили выступил против закона об иностранных агентах, заявив, что если закон будет принят, Грузия «потеряет все, что связано с Европой», и призвал однопартийцев «проголосовать по совести» и отклонить законопроект в парламенте. В тот же день судья Тбилисского городского суда Коба Чагунава обязал оппозиционеров, протестовавших против законопроекта, выплатить крупный штраф за «неповиновение законному требованию сотрудника полиции» и «мелкое хулиганство».
27 апреля Католикос-Патриарх всея Грузии Илия II выступил с заявлением, в котором одобрил анти-ЛГБТ политику, раскритиковав ту часть резолюции ЕС, которая осуждает ее, добавив, что в течение многих лет «неправительственные организации, финансируемые из-за рубежа" проводят кампанию по дискредитации церкви.
28 апреля протестующие собрались на Площади Первой Республики в Тбилиси и прошли маршем к парламенту Грузии, требуя отзыва законопроекта. На место митинга была направлена полиция. Во время протестов бывшего госминистра Грузинской мечты Алексея Петриашвили арестовали за хулиганство и сопротивление полиции.
29 апреля парламент одобрил законопроект во втором чтении. В Тбилиси также свезли множество человек со всей страны для проведения провластного митинга. Президент страны заявила, что эта акция «в стиле Путина». Некоторым участникам угрожали увольнением в случае отказа от участия в акции.
Почётный председатель партии «Грузинская мечта» Бидзина Иванишвили заявил следующее:
В 2004-12 годах мы пережили тяжелейшие годы, когда страной управляла не избранная народом власть, а назначенный извне революционный комитет, иностранная агентура. Напомним, что эти люди – Саакашвили, Бокерия, Мерабишвили, Адеишвили, Гварамия, Кезерашвили и другие – были назначены лидерами властей Грузии после революции, организованной руками НПО.

Оригинальный текст (груз.)2004-2012 წლებში ჩვენ გამოვიარეთ უმძიმესი წლები, როდესაც ქვეყანას არა ხალხის მიერ არჩეული ხელისუფლება, არამედ გარედან დანიშნული რევოლუციური კომიტეტი, უცხოური აგენტურა მართავდა. შეგახსენებთ, რომ ეს ადამიანები – სააკაშვილი, ბოკერია, მერაბიშვილი, ადეიშვილი, გვარამია, კეზერაშვილი და სხვები – საქართველოს ხელისუფლების ლიდერებად „ენჯეოების“ ხელით მოწყობილი რევოლუციის შემდეგ დაინიშნენ.
Несмотря на обещания, данные на саммите в Бухаресте в 2008 году, Грузию и Украину не приняли в НАТО и оставили стоять на сквозняке. Все подобные решения принимаются партией глобальной войны, которая имеет решающее влияние на НАТО и Евросоюз, и для которой и Грузия, и Украина имеют цену только пушечного мяса. Сначала они противопоставили Грузию России в 2008 году, а в 2014 и 2022 годах поставили Украину в еще более сложную ситуацию. Основная причина агрессии партии глобальной войны в отношении Грузии заключается в том, что, несмотря на большие усилия, она не смогла превратить Грузию во второй фронт, чего легко могла бы добиться в условиях возвращения агентуры к власти.

Оригинальный текст (груз.)ბუქარესტის 2008 წლის სამიტის დაპირების მიუხედავად, საქართველო და უკრაინა არ გააწევრიანეს ნატო-ში და ორპირ ქარში დააყენეს. ყველა ასეთ გადაწყვეტილებას გლობალური ომის პარტია იღებს, რომელიც ნატო-ზეც და ევროკავშირზეც გადამწყვეტი გავლენით სარგებლობს და რომლისთვისაც საქართველოსაც და უკრაინასაც მხოლოდ საზარბაზნე ხორცის ფასი აქვს. მათ ჯერ 2008 წელს საქართველო დააპირისპირეს რუსეთთან, ხოლო 2014 და 2022 წლებში კიდევ უფრო მძიმე მდგომარეობაში უკრაინა ჩააყენეს. საქართველოს მიმართ გლობალური ომის პარტიის აგრესიის მთავარი მიზეზი ისაა, რომ, დიდი ძალისხმევის მიუხედავად, საქართველო მეორე ფრონტად ვერ აქცია, რასაც ხელისუფლებაში აგენტურის დაბრუნების პირობებში ძალიან მარტივად მიაღწევდა.
Генеральный секретарь «Грузинской мечты», мэр Тбилиси Кахабер Каладзе заявил, что борьба за принятие закона об «иноагентах» и запрета пропаганды ЛГБТ — это стремление защитить суверенитет и самобытность Грузии:
Нам доказывают, что белое — это черное. Нам говорят, что прозрачность — это плохо, а пропаганда ЛГБТ — это хорошо. Нам доказывают, что НПО имеют право пытаться организовать в Грузии столько революций, сколько захотят, и нам не следует даже спрашивать о происхождении их денег. <…> Они прямо говорят нам, грузинам, что мы не имеем никакого отношения и никакого права знать, кто финансирует псевдолиберальную пропаганду в нашей стране, нападки на православную церковь, пропаганду наркотиков, радикализм, постоянные попытки не дать выдохнуть стране. Нам говорят, что грузинский народ не должен этого знать, но мы этого не допустим.
Помимо провластного митинга, в Тбилиси состоялась акция против закона об «иноагентах». Студенты перекрыли проспект Чавчавадзе. Колонна двигалась по проспекту, но в какой-то момент ей попыталась помешать полиция. В итоге протестующие дошли до парка Мзиури.
30 апреля к парламенту вышли, по некоторым оценкам, 15 тысяч человек. МВД Грузии сообщило о 63 задержанных. Ещё 20 человек обратились за медицинской помощью с жалобами на резь в глазах и удушье. По данным МВД, шестеро полицейских пострадали.
Для разгона протестующих применялись слезоточивый газ, водомёты и резиновые пули.

### Май
1 мая парламент Грузии принял закон о «прозрачности иностранного влияния» во втором чтении, 83 проголосовали за и 23 — против.
В тот же день на проспект Руставели вышли несколько тысяч человек. Полицией были снова применены водомёты и слезоточивый газ. Минздрав Грузии сообщил как минимум о 15 пострадавших. Протесты шли всю ночь, на утро на проспекте ещё оставались несколько десятков протестующих.
Премьер-министр республики Ираклий Кобахидзе сообщил, что правящая партия «Грузинская мечта — Демократическая Грузия» не собирается отказываться от принятия данного закона во всех трёх чтениях.
2 мая протестующие осадили здание парламента и вступили в схватку с полицией, дежурившей во дворе парламента. Для разгона протестующих ОМОНу пришлось применить слезоточивый газ, водометы и перцовые баллончики.
3 мая протестующие организовали митинг у гостиницы «Параграф», где проходило ежегодное собрание Азиатского банка развития, в ходе которого один из протестующих был задержан за словесные оскорбления в адрес полиции.
9 мая Управление полиции Тбилиси сообщило об аресте 6 человек во время столкновений накануне.
11 мая от 50 000 до 300 000 протестующих прошли маршем по центру Тбилиси. Протестующие вышли на столичную площадь Европы с грузинскими и европейскими флагами, скандируя «нет российскому закону». Акция длилась до позднего вечера. После ее завершения на площади Европы, часть людей направилась к парламенту Грузии на проспекте Руставели.
12 мая председатель парламента Грузии Шалва Папуашвили заявил о том что закон в третьем чтении в комитете по юридическим вопросам будет рассмотрен 13 мая, а на пленарном заседании парламента — 14 мая.
В тот же день оппозиция назначила митинг на 12 мая 22:00 по местному времени, который продлился до утра и не помешал юридическому комитету парламента провести рассмотрение законопроекта в третьем чтении, назначенное на 13 мая 09:00. По информации МВД Грузии было задержано 20 человек, среди них два гражданина США и один гражданин РФ.
14 мая парламент Грузии принял законопроект о «прозрачности иностранного влияния» в третьем чтении, 84 проголосовали за и 30 — против.
18 мая президент Грузии Саломе Зурабишвили наложила вето на закон «о прозрачности иностранного влияния» о чём она заявила на брифинге, назвав его «русским», также по её словам данный закон «противоречит конституции, всем европейским стандартам, препятствует европейскому пути Грузии, он не подлежит каким-либо изменениям, улучшениям и должен быть отменён».
В тот же день протестующие прошли маршем к зданию парламента.
28 мая Парламент Грузии преодолел вето президента, 0 голосами за и 66 — против была отклонена единственная поправка предложенная Зурабишвили: «После вступления в силу этот закон действует 1 день», за принятие первоначального варианта законопроекта проголосовали 84 депутата и 4 — против. В случае если в течение 5 дней президент откажется подписать законопроект его может принять председатель парламента Грузии — Шалва Папуашвили.

### Июнь
3 июня председатель парламента Шалва Папуашвили подписал закон вместо президента.
5 июня протестующие провели митинг, исполняя государственный гимн Грузии.

## Оценки
21 мая Венецианская комиссия опубликовала заключение о спорном законопроекте, в котором рекомендует правящей партии Грузии «отменить закон в его нынешней форме, поскольку его фундаментальные недостатки приведут к значительным негативным последствиям для свободы выражения мнений». Согласно заключению,
- закон дает властям Грузии широкие возможности по давлению на общественные организации и СМИ, так как даже небольшое частное пожертвование из-за рубежа может привести к статусу «иностранного агента».
- эти широкие возможности почти никак не ограничены законом; решения принимаются или не принимаются на усмотрение органов власти.
- органы власти могут потребовать от "иностранного агента" предоставить личные данные, в том числе о расовом или этническом происхождении, политических взглядах, религиозных, философских или иных убеждениях.

## Реакция
17 апреля верховный представитель ЕС по иностранным делам и политике безопасности Жозеп Боррель и комиссар по вопросам соседства и расширения Оливер Вархели выступили с совместным заявлением по поводу законопроекта, заявив, что считают тревожным тот факт, что парламент Грузии принял законопроект, несмотря на неоднократные призывы Европейского союза отозвать такое законодательство.
26 апреля заместитель официального представителя Госдепартамента США Ведант Пател заявил, что Госдепартамент считает грузинский законопроект о «прозрачности иностранного влияния» невероятно тревожным.
27 апреля президент Литвы Гитанас Науседа заявил, что законопроект отдалит страну от европейских идеалов и что Евросоюз должен отреагировать на это.
29 апреля президент Грузии Саломе Зурабишвили в интервью Международного французского радио призвала грузинский народ проголосовать против Грузинской мечты и подтвердить свой «европейский выбор» на парламентских выборах в Грузии в 2024 году.